# Antoni Prevosti i Pelegrín
Antoni Prevosti i Pelegrín (Barcelona, 15 de febrero de 1919 - 1 de septiembre de 2011) fue un genetista especialista en genética evolutiva y genética de poblaciones.
En 1942 se licenció en Ciencias naturales en la Universidad de Barcelona, donde se doctoró en 1948. De 1948 a 1949 aprendió técnicas genéticas fundamentales de la drosophila en el Instituto Italiano de Hidrobiología de la Universidad de Roma La Sapienza, y de 1953 a 1953 trabajó en el Institute of Animal Genetics de la Universidad de Edimburgo, donde analizó la variabilidad genética de la drosophila en poblaciones naturales y de laboratorio. Se le considera introductor en España de la genética de poblaciones naturales, en la línea iniciada por Theodosius Dobzhansky en Estados Unidos.
Ha estado vinculado a la Universidad de Barcelona como profesor de biología general y de antropología (1943-51), como profesor de genética (1955-86), y como catedrático de genética (1963-86). Aquí estudió las variaciones estructurales cromosómicas de la drosophila y se especializó en el polimorfismo cromosómico por inversiones de Drosophila suboscura, y desde 1981, su colonización en América.
También ha sido profesor de investigación supernumerario en el Centro de Genética Animal y Humana de Barcelona del Consejo Superior de Investigaciones Científicas. Fue responsable del área de biología general de la Gran Enciclopedia Catalana.  Es miembro del Institut d'Estudis Catalans desde 1978, miembro supernumerario de la Real Academia de Medicina de Cataluña y desde 1972 de la Real Academia de Ciencias y Artes de Barcelona.
En 1989 recibió la Medalla Narcís Monturiol al mérito científico y tecnológico de la Generalidad de Cataluña y en 1994 la Medalla de Oro de la Ciudad de Barcelona.
Murió el 1 de septiembre de 2011 en Barcelona, con noventa y dos años.  El funeral se celebró al día siguiente, día 2 de septiembre, a la una y media de la tarde, siendo enterrado en el cementerio de Sant Gervasi. 

## Obras
- Geographical Variability in Quantitative Traits in Populations of 'Drosophila suboscura' (1955)
- Inversion Heterozygosity y Selection for Wing Length in 'Drosophila suboscura' (en "Genetical Research", 1967)
- El concepto de naturaleza humana ante la ciencia (1977), Jornadas Catalanas del M. IIC
- Distancias Between Populations of 'Drosophila suboscura' Based on Chromosome Arrangement Frequencies (en colaboración con J.Ocaña y G.Alonso, en "TAG", 1945)
- The Colonización de 'Drosophila suboscura' en Chile II. Clines in the Chromosomal Arrangements (en colaboración, en "Evolution", 1985).